# Улинець Олекса Михайлович
Улинець Олекса (1903—1978), нар. коломийкар з с. Тишів на Закарпатті; перебуваючи 27 pp. на заробітках у різних країнах, створив понад 1 000 пісень на фолкльорній коломийковій основі, під великим впливом поезій Т. Шевченка. Основні мотиви пісень У. — розмова з батьківщиною: «Чуєш, брате», «Линуть вісті», «На чужині вас думаю, в рідний край посію», «Тяжко мені на чужині», «Верховино, світе милий» та ін.